# It's the Things You Do
It's the Things You Do là bài hát được trình bày bởi nhóm nhạc Pop Five, được phát hành từ album mang tên nhóm năm 1998 5ive. Được sáng tác bởi Max Martin, George Shahin, Herbie Crichlow và Five, được phát hành với một USA version vào tháng 12 năm 1998, chiếm giữ vị trí 53 trong 
bảng xếp hạng Billboard Hot 100

## Video
Video của bài hát được đạo diễn bởi Nigel Dick người đã đạo diễn cho bản USA version của bài "When the Lights Go Out". Video này được thu tại đường đua Willow Springs ở California vào ngày 23 và 24 tháng 11 năm 1998. Được sản xuất bởi
David Robertson, và bắt đầu được bày bán vào tháng 12 năm 1998.

## Danh sách các track
Tất cả các ca khúc được viết bởi Max Martin, George Shahin, Herbie Crichlow và Five.
| United States 12" vinyl (ADP-3543) | United States 12" vinyl (ADP-3543)               | United States 12" vinyl (ADP-3543) |
| STT                                | Nhan đề                                          | Thời lượng                         |
| ---------------------------------- | ------------------------------------------------ | ---------------------------------- |
| 1.                                 | "It's the Things You Do" (radio mix with rap)    | 3:34                               |
| 2.                                 | "It's the Things You Do" (radio mix without rap) | 3:34                               |
| 3.                                 | "It's the Things You Do" (radio mix with rap)    | 3:34                               |
| 4.                                 | "It's the Things You Do" (radio mix without rap) | 3:34                               |
| Tổng thời lượng:                   | Tổng thời lượng:                                 | 14:16                              |

## Personnel
| Five - Jason "J" Brown – vocals - Richard "Abs" Breen – vocals - Sean Conlon – vocals - Ritchie Neville – vocals - Scott Robinson – vocals | Production personnel - Max Martin – production - Jacob "Jake" Schulz – production - Tim Lever – remix - Mike Percy – remix |